# Ercole Bernabei
Ercole Bernabei, född omkring 1622, död den 5 december 1687 i München, var en italiensk komponist. 
Bernabei, som var lärjunge av Benevoli, blev kapellmästare vid Peterskyrkan i Rom och senare (1674) i München. Han räknas bland 1600-talets största harmoniker och skrev mässor, madrigaler, motetter samt några operor.